# 黃鉦 (嘉靖進士)
黃鉦（1505年—？），字克靜，江西撫州府宜黃縣人，民籍，明朝政治人物。

## 生平
嘉靖十九年（1540年）庚子科江西鄉試第六十八名舉人。嘉靖二十年（1541年）中式辛丑科會試第二百六十四名，登第三甲第四十五名進士。官至高郵州同知。

## 家族
曾祖黃孟寬；祖父黃守瑛；父黃奕，母程氏。严侍下。